# (37048) 2000 UZ36
2000 UZ36 (asteroide 37048) é um asteroide da cintura principal. Possui uma excentricidade de 0.06730210 e uma inclinação de 2.49668º.
Este asteroide foi descoberto no dia 24 de outubro de 2000 por LINEAR em Socorro.